# Katalin Tuschák
Katalin Tuschák (Budapest, 13 de junio de 1959) es una deportista húngara que compitió en esgrima, especialista en la modalidad de florete.
Participó en los Juegos Olímpicos de Seúl 1988, obteniendo una medalla de bronce en la prueba por equipos. Ganó una medalla de oro en el Campeonato Mundial de Esgrima de 1987.

## Palmarés internacional
| Juegos Olímpicos   | Juegos Olímpicos     | Juegos Olímpicos  | Juegos Olímpicos    |
| Año                | Lugar                | Medalla           | Prueba              |
| ------------------ | -------------------- | ----------------- | ------------------- |
| 1988               | Seúl (Corea del Sur) | Medalla de bronce | Florete por equipos |
| Campeonato Mundial |                      |                   |                     |
| Año                | Lugar                | Medalla           | Prueba              |
| 1987               | Lausana (Suiza)      | Medalla de oro    | Florete por equipos |